# Caramagna Piemonte
 (novembre 2014).
Si vous disposez d'ouvrages ou d'articles de référence ou si vous connaissez des sites web de qualité traitant du thème abordé ici, merci de compléter l'article en donnant les références utiles à sa vérifiabilité et en les liant à la section « Notes et références ».
Caramagna-Piemonte (en français Caramagne) est un village italien de 3 055 habitants dans la province de Coni, en Piémont. 

## Géographie
Il est situé à environ 52 km au nord de Coni et 36 kilomètres au sud de Turin. Il confine avec Carmagnole, Racconigi, Cavallermaggiore et Sommariva del Bosco.

## Histoire
Situé géographiquement au carrefour de routes commerciales importantes entre l'Italie et la France et entre l'Europe du Nord et la Ligurie, Caramagna a connu au cours des siècles une prospérité garantie par le passage des personnes et des biens.
Le nom de Caramagna apparaît pour la première fois en 1026. La fondation du monastère de Santa Maria de la part du Marquis de Turin Olderico, a considérablement augmenté la puissance du village, qui a ainsi étendu ses intérêts dans le sud du Piémont et en Ligurie.
Le monastère a été confié à des religieuses bénédictines, remplacées par l’équivalent masculin de l'ordre, jusqu’à leurs remplacement par l'ordre des Girolamiti.
En 1250, avec le consentement de la ville d’Asti, Caramagna se donne une organisation de type communal. En 1350 fait son apparition la peste, terrible fléau qui frappa périodiquement au cours des siècles suivants. Peste, famine et dévastations par les armées causèrent une période médiévale de pauvreté profonde.
Au cours des siècles, le village a été frappé à plusieurs reprises par la guerre pour le contrôle de la région. Les chroniques parlent de 1544, dévastée et brûlée par les Espagnols. En 1690, une armée de 15 000 Français envahit et détruisit le village.
Le 16 juin 1706, la famille royale et la Cour en fuite de Turin assiégée par les troupes françaises, firent étape là. La Cour avait avec elle la précieuse relique du Saint-Suaire, qui fut placée dans l'église de Santa Croce.
En 1810, à cause d’une crise financière, le château fut vendu à un particulier, qui n'ayant pu supporter les coûts d'entretien, décida de le raser.
Au cours des guerres du Risorgimento, beaucoup d’habitants participèrent aux guerres d'indépendance, et aux mouvements révolutionnaires. Parmi eux on peut citer Luigi Ornato (it), qui après un long exil à Paris, en 1832 revint. Il reçut les visites des patriotes Pellico, Provana, Gioberti et Balbo très connus en Italie.
Vers 1900 très importante fut l'émigration, principalement vers l'Argentine. Au cours de la Première Guerre mondiale, on comptera trente-six morts, à la Seconde, vingt-neuf et trois à la guerre de libération national qui suivit.

## Lieux d'intérêt
- Hôtel de Ville, siège de la municipalité de Caramagna-Piemonte.
- Tour du Vecchio Consiglio, qui est utilisé pour des expositions et des événements divers.
- Bibliothèque municipale Luigi Ornato, qui prête gratuitement des livres et des DVD, et organise des manifestations culturelles.
- Arcades médiévale de la rue Luigi Ornato.

### Églises
- Église paroissiale de l'Assunzione della Vergine Maria (ascension de la Vierge-Marie),
- Église de l'abbaye de Santa Maria,
- Église de l’Archiconfrérie de la Santa Croce (Sainte Croix),
- Maison de la Bienheureuse Catherine (Casa della Beata Caterina Mattei).

### Institutions éducatives et sociales
- Crèche communale, école maternelle Ruatti, école primaire d’État Luigi Ornato et l’école secondaire d’État de premier degré.
- Pour les associations et les groupes, il y a la Maison de Vacance Luigi Einaudi à San Damiano Macra.
- Pour les personnes âgées, il y a un centre communale et un paroissiale.
- La maison de retraite San Giuseppe dispose de 78 places.

### Sports et loisirs
- Salone Polivalente : grande salle polyvalente pour cinéma, théâtre, danse et célébrations diverses.
- Centre Sportif Municipal: avec une salle de sport et un boulodrome, terrain de football de gazon naturel, deux terrains de football de gazon artificiel, un petit terrain de football gratuit, et un terrain de volley-ball.
- En face du Centre Sportif Municipal: salle de gym privée, centre de tennis en terre battue, un autre terrain en gazon artificiel et une piscine.
- Près de la localité, il y a un parcours de santé en plein air avec une zone de pêche, et un espace ludique handicapées et enfants.
- Le bosco del Merlino s’étend à environ 1 km au nord du village, et est l'un des derniers vestiges d’un ancien bois de

la plaine et son sous-bois étale au printemps parc fleuri. 
- À pied ou à vélo, vous pouvez explorer forêt et l'avenue bordée d'arbres qui mène à la ferme du Merlino.

## Économie
18 % de la population sont des agriculteurs, ils cultivent du fourrage de prairies, tandis que les champs produisent principalement du maïs. Ces produits offrent une bonne qualité de viande (bovins piémontais) et beaucoup de lait. L’entreprise Fattoria Osella travaille plus de 100 000 kg de lait par jour, produisant quotidiennement des fromages bien connus. Les habitants de Caramagna sont consacrés à l'industrie et à l'artisanat : en particulier l'industrie fromagère, suivie de près par la métallurgique et mécanique, la fabrication de laminés et d'emballage, et des entreprises d’artisanats et de commerces.

## Festivals et foires
- Dernier week-end de juin : Festival d'été.
- 4e dimanche de septembre :  foire de la fête de la Beata Caterina Mattei, la sainte patronne de Caramagna avec San Biagio.
- Dernier dimanche d’octobre : Sagra della Fritella (Festival du Baigné), conjointement avec un marché aux puces.